# Bitka kod Melitene
Bitka kod Melitene godine 575. (po nekim izvorima 576.) bila je važna bizantska pobjeda protiv perzijskih Sasanida u dugotrajnim rimsko-perzijskim ratovima.
572. ponovo je izbio rat između Bizanta i Perzijskog Carstva. Perzijanci su pod kraljem Hozrojem I. osvojili sjevernu Mezopotamiju uključujući i važnu tvrđavu Daru. Stanje je bilo tako ozbiljno za Bizant da izvori izvještavaju da je car Justin II. zbog toga poludio. Na nagovor carice Sofije za sucara je imenovan uspješni general Tiberije koji je 575. poveo protunapad. Tada je kod mjesta Melitene na rijeci Eufratu bizantski vojskovođa Justinijan teško porazio Perzijance.  
Staroga perzijskog kralja Hozroja I. koji je vodio vojsku tada je opkolila bizantska vojska. On se je na to kod Melitene pokušao s vojskom izvući iz obruča, ali je Perzijance prilikom prelaska rijeke Eufrat iznenada napala bizantska vojska i teško ih porazila, a sam Hozroje jedva je izvukao živu glavu. Bio je to jedan od najtežih perzijskih poraza. Suvremeni izvori kažu da je Hozroje nakon toga rekao da kraljevi više ne bi trebali ići u rat. I zaista, njegova dva nasljednika rijetko su osobno vodili vojsku u ratove nego su to prepuštali pojedinim generalima. 
Bizant međutim nije mogao iskoristiti ovaj perzijski poraz tako da je na kraju s njima morao sklopiti mir uz obvezu plaćanja godišnjeg danka.